# 樹木学
樹木学（じゅもくがく、英語: Dendrology、古代ギリシア語: δένδρον, dendron, "tree"; and 古代ギリシア語: -λογία, -logia, science of or study of） or xylology （古代ギリシア語: ξύλον, ksulon, "wood"）は、木、潅木、つる植物等の木本植物を研究する学問の分野である。
木本植物は多くの他の植物の科に含まれるだけではなく、これらの科は木本と草本の両方の植物から構成されている。しかし、科によってはごく少数の木本植物しか含まれない場合もあり、このことが（純粋な植物学としての）樹木学的アプローチの有用性を損なう要因にもなっている。従って、樹木学は経済的に有用な樹木の同定や園芸学、林学といった、応用的側面に重点を置く傾向がある。

## 植物学との関係
樹木学は、しばしば植物学と混同される。しかし、植物学は一般的なあらゆる種類の植物を扱う学問であるのに対して、樹木学は木本植物のみを対象とする。樹木学は、木本植物に特化した植物学の1カテゴリーであるとも言える。

## アーボリカルチャー

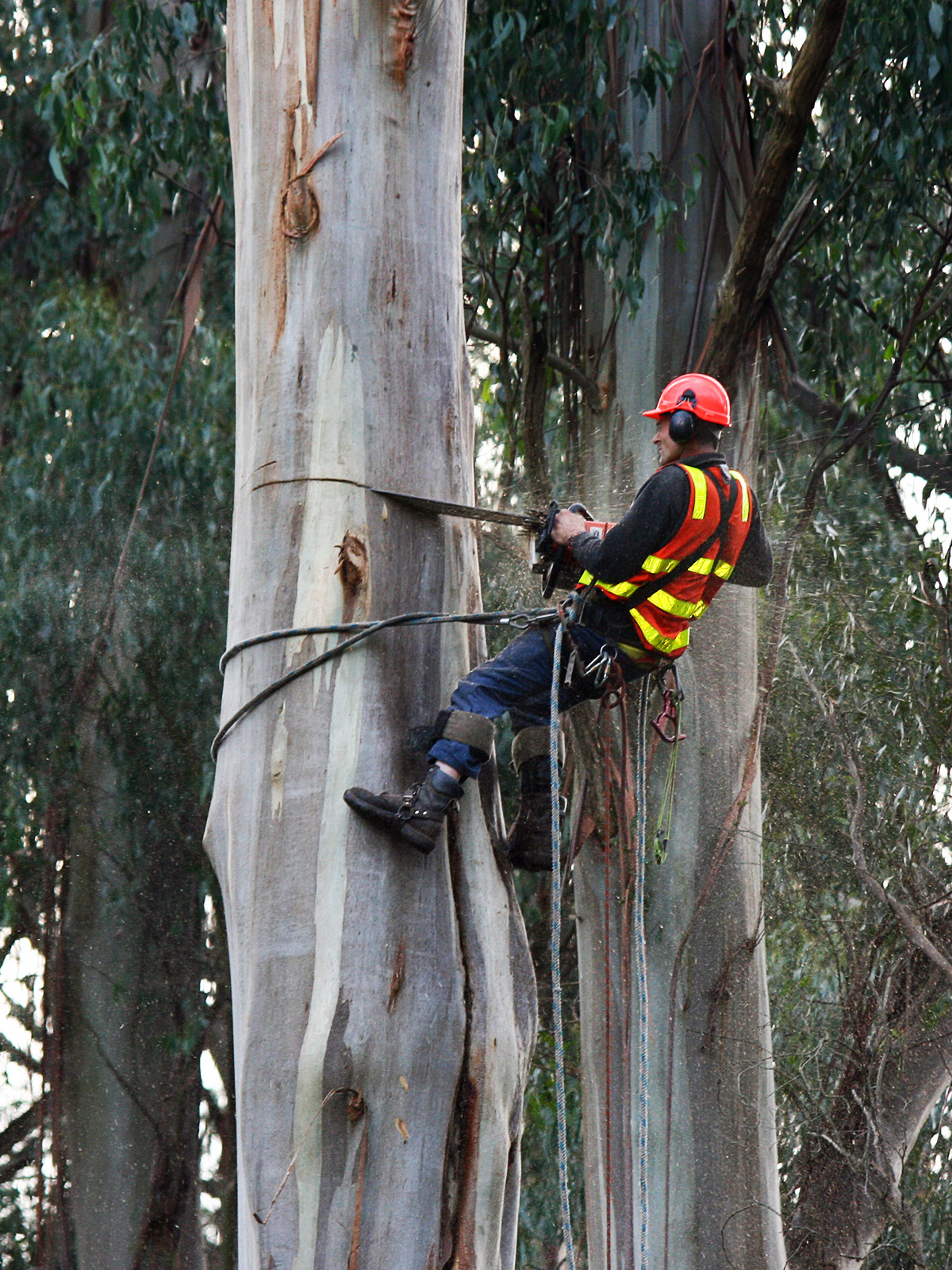
樹木の手入れを行うアーボリスト。チェーンソーを使って、ビクトリア州カリスタの公園にあるユーカリの木を伐採している。

アーボリカルチャー（Arboriculture、[ˈɑːrbərɪˌkʌltʃər, ɑːrˈbɔːr-])は、個々の樹木、低木、つる、および他の多年生の栽培、管理、および研究をする分野の意味である。木質植物の栽培、管理、研究する科学として、これらの植物がどのように成長し、文化的実践や環境にどのように反応するかを研究するのはもちろんのこと、さらに学の実践として、選択、植え付け、育成、肥料、害虫と病原菌の駆除、剪定、伐採といった文化技術が含まれている。
このためアーボリカルチャーを日本語で「樹木学」をあてたり、樹木管理技術の総称、伐採技術や特殊伐採、樹芸/樹芸学をあてたりしている。

### 概要
アーボリカルチャーを実践または研究する人は、アーボリスト（樹医または樹木栽培家）と呼ばれることがある。アーボリストは、より一般的には樹木の物理的なメンテナンスや操作の訓練を受けた人であり、したがって樹医というよりもむしろ樹木学のプロセスの一部である。リスク管理、法的問題、美的配慮は、樹木学の実践において重要な役割を果たすようになった。また、企業では「樹木の危険性調査」のためにアーボリストを雇い、労働安全衛生の義務を果たすために現場の樹木を管理する必要がある場合が多い。
アーボリカルチャーは主に、永続的な景観やアメニティの目的で、通常は庭園や公園、その他の人口の多い環境で、アーボリストが人々の楽しみ、保護、利益のために維持する個々の木質植物や樹木に焦点を当てていく。
アーボリカルチャー的な事柄は都市林業の業務にも含まれると考えられているが、明確な区分はなされていない。 

### イギリス
イギリスでは、樹木は都市計画制度の中で重要な考慮事項とされており、アメニティの景観として保護されることがある特徴として挙げられる。
アーボリストまたは地方自治体の樹木栽培担当者の役割は、そのような問題に大きな影響を与える可能性がある。樹木の保全において、長寿命で質の高い樹木を特定することは、重要な要素である。
都市部と農村部の樹木は、タウン＆カントリープランニングシステムによる法定保護から利益を得ることができる。このような保護は、農村集落だけでなく都市林の保全と改善にもつながる。
歴史的に見ると、この職業は業務分野と専門分野に分かれる。さらに、民間部門と公共部門に細分化されるかもしれなく、この職業には樹医協会という1つの業界団体があると考えられているが、公認森林師協会は、専門家としての認定と公認森林師の地位を得るためのルートを提供している。
この業界に関連する資格は、職業資格から博士号まで多岐にわたる。アーボリカルチャーは比較的新しい産業である。